# Serhij Babyneć
Serhij Wołodymyrowycz Babyneć, ukr. Сергій Володимирович Бабинець (ur. 5 września 1987 w Kijowie) – ukraiński hokeista, reprezentant Ukrainy.
Jego siostra Nadija Boboszko (ur. 1981) także została hokeistką, a także prezydentką klubu Ukrainoczka Kijów.

## Kariera
- Politychnyk Kijów (2003-2004)
- HK Brześć 2 (2004-2005)
- Sokił 2 Kijów (2005/2006)
- HK Kijów (2005/2006)
- Sokił Kijów (2006-2007)
- Sokił 2 Kijów (2007-2010)
- Donbas Donieck (2010-2011)
- Donbas 2 Donieck (2011-2013)
- Sławuticz Smoleńsk (2014-2015)
- Donbas Donieck (2015-2017)
- Biłyj Bars Biała Cerkiew (2016/2017)
- Arłan Kokczetaw (2017)
- HC 07 Detva (2017/2018)
- HC Prešov Penguins (2017/2018)
- MHK Humenné (2018-2019)
- Biłyj Bars Biała Cerkiew (2019-2021)
- HK Mariupol (2021-2022)
- Sokił Kijów (2022-)

Wychowanek Sokiła Kijów. W lipcu 2015 ponownie został zawodnikiem Donbasu. Rok potem przedłużył tam kontrakt. Latem 2017 był graczem Arłanu Kokczetaw. W 2017 został graczem słowackiego klubu z Detvy, skąd w październiku tego roku został wypożyczony do Preszowa. W sezonie 2018/2019 reprezentował inny zespół na Słowacji, MHK Humenné. We wrześniu 2019 został zawodnikiem Biłyjego Barsa. W czerwcu 2021 został zakontraktowany przez HK Mariupol. Przed sezonem 2022/2023 został zawodnikiem Sokiła Kijów.
Uczestniczył w turniejach mistrzostw świata edycji 2016 (Dywizja IB), 2017 (Dywizja IA), 2018, 2019 (Dywizja IB) oraz Zimowej Uniwersjady 2013.

## Sukcesy
Reprezentacyjne
- Awans do MŚ Dywizji I Grupy A: 2016

Klubowe
- Złoty medal mistrzostw Ukrainy: 2008, 2009, 2010 z Sokiłem 2 Kijów, 2011 z Donbasem Donieck, 2012, 2013 z Donbasem 2 Donieck, 2016, 2017 z Donbasem Donieck, 2023 z Sokiłem Kijów
- Srebrny medal mistrzostw Ukrainy: 2014 z Biłym Barsem Biała Cerkiew

Indywidualne
- Mistrzostwa Ukrainy w hokeju na lodzie (2010/2011):
  - Pierwsze miejsce w klasyfikacji strzelców w sezonie zasadniczym: 20 goli[12]
  - Trzecie miejsce w klasyfikacji asystentów w sezonie zasadniczym: 20 asyst[13]
  - Drugie miejsce w klasyfikacji kanadyjskiej w sezonie zasadniczym: 40 punktów[14]
- Mistrzostwa Ukrainy w hokeju na lodzie (2013/2014):
  - Drugie miejsce w klasyfikacji strzelców w fazie play-off: 3 gole[15]
  - Piąte miejsce w klasyfikacji kanadyjskiej w fazie play-off: 5 punktów[16]
- Mistrzostwa Ukrainy w hokeju na lodzie (2015/2016):
  - Czwarte miejsce w klasyfikacji strzelców w sezonie zasadniczym: 45 goli[17]
  - Drugie miejsce w klasyfikacji asystentów w sezonie zasadniczym: 74 asysty[18]
  - Drugie miejsce w klasyfikacji kanadyjskiej w sezonie zasadniczym: 119 punktów[19]
  - Trzecie miejsce w klasyfikacji strzelców w fazie play-off: 3 gole[20]
  - Czwarte miejsce w klasyfikacji asystentów w fazie play-off: 3 asysty[21]
  - Drugie miejsce w klasyfikacji kanadyjskiej w fazie play-off: 6 punktów[22]
- Ukraińska Hokejowa Liga (2016/2017):
  - Trzecie miejsce w klasyfikacji asystentów w fazie play-off: 7 asyst[23]
  - Piąte miejsce w klasyfikacji kanadyjskiej w fazie play-off: 10 punktów[24]
- Ukraińska Hokejowa Liga (2019/2020):
  - Czwarte miejsce w klasyfikacji asystentów w sezonie zasadniczym: 34 asysty[25]
  - Szóste miejsce w klasyfikacji kanadyjskiej w sezonie zasadniczym: 52 punkty[26]
- Mistrzostwa Ukrainy w hokeju na lodzie (2022/2023):
  - Zwycięski gol w piątym meczu finału w 97 minuciei gry w drugiej dogrywce Sokił-Krzemieńczuk przesądzający o mistrzostwie[27].
  - Najlepszy napastnik sezonu
  - Najbardziej Wartościowy Zawodnik (MVP) w fazie play-off[28]